# Kleiner Wurzelnberg
Der Kleine Wurzelnberg im Harz ist ein etwa 610 m ü. NHN hoher Südausläufer des Gebirgskamms Auf dem Acker (Acker) nahe Sieber im gemeindefreien Gebiet Harz des Landkreises Göttingen in Niedersachsen.

## Geographische Lage
Der Kleine Wurzelnberg liegt im Oberharz im Naturpark Harz etwa 4 km nordöstlich von Sieber, einem Ortsteil von Herzberg am Harz. Er erhebt sich vom im benachbarten Nationalpark Harz gelegenen Acker als nach Süden ziehender Bergrücken, der die Wasserscheide zwischen Verlorener Kulmke im Westen und Kleiner Kulmke im Osten bildet. Die Westflanke des Kleinen Wurzelnbergs grenzt an das an der Verlorenen Kulmke liegende Naturschutzgebiet Siebertal. Etwa 770 m ostsüdöstlich befindet sich, jenseits des Tals der Kleinen Kulmke, der Gipfel des Großen Wurzelnbergs.

## Bewaldung
In der Zeit von 1596 bis 1732 waren die beiden Wurzelnberge mit Buchen und Fichten in kleinräumig wechselnden Anteilen bewachsen.